# Anatolijus Senderovas
Anatolijus Senderovas (født 1945 i Vilnius, Litauen, død 25. marts 2019) var en litauisk komponist.
Senderovas studerede komposition på Litauens musikakademi og på Sankt Petersborg Konservatorium.
Han skrev tre symfonier samt diverse orkesterværker, kammermusik, balletmusik, vokalværker etc.

## Udvalgte værker
- Symfoni nr. 1 (1967) - for orkester
- Symfoni nr. 2 (1975) - for orkester
- Symfoni nr. 3 (1982) - for orkester
- Kammersymfoni (2015) (Et arrangement af 3 strygekvartet) - for kammerorkester